# Buitenplaats Westhof
Westhof was een buitenplaats in de Nederlandse plaats Rijswijk (Zuid-Holland). 
De historie gaat terug tot 1561 toen de Delftse pater Michiel Colijn en de Rotterdamse schepen Adriaen Fijck van Hove in het bezit waren van de grond. De kleindochter van Fijck van Hove erfde de grond, en daarna haar dochter Anna. Anna was ongehuwd, en liet de grond na aan de advocaat mr. Anthony Smulders. Hij verwierf volgens een rechterlijke uitspraak van 28 juli 1725, door vererving via z'n vrouw, het Buiten Westhoff te Rijswijk, en dat zou tot 1784 in de familie blijven. De buitenplaats bestond uit herenhuis, een tuin, een koetshuis, een boerderij en 30 morgen grond. Het buiten heette Westhof omdat het ten westen van Den Burch lag. In 1963 werd het huis afgebroken voor een verpleeghuis voor de Zuster Eijkelenboom Stichting. Thans valt het tehuis onder de Stichting Zorggroep Florence. Westhof maakt deel uit van de Rijswijkse landgoederenzone.